# Polycarpa plantei
Polycarpa plantei är en sjöpungsart som beskrevs av Monniot 2002. Polycarpa plantei ingår i släktet Polycarpa och familjen Styelidae. Inga underarter finns listade i Catalogue of Life.